# Voskevaz
Voskevaz (armeniska: Ոսկեվազ) är en ort i Armenien. Den ligger i provinsen Aragatsotn, i den västra delen av landet, 21 kilometer nordväst om huvudstaden Jerevan. Voskevaz ligger 1 048 meter över havet och antalet invånare är 3 789.
Terrängen runt Voskevaz är kuperad norrut, men söderut är den platt. Terrängen runt Voskevaz sluttar söderut. Runt Voskevaz är det ganska tätbefolkat, med 75 invånare per kvadratkilometer.. Närmaste större samhälle är Asjtarak, 6,2 kilometer öster om Voskevaz. 
Trakten runt Voskevaz består till största delen av jordbruksmark.